# RTP Mobile
A RTP Mobile foi um canal da Rádio e Televisão de Portugal específico para o telemóvel. Esteve disponível para todo o mundo a partir do verão de 2006. Já foi o primeiro e único serviço digital (para serviços móveis) da RTP até 2012, ano de início da sua sucessora, a RTP Play. 

## História
O canal foi criado em 2006, como uma versão portátil dos canais televisivos da RTP para os telemóveis. Ele foi oficialmente lançado no verão do mesmo ano, juntamente com o seu site. A RTP Mobile exibia programação dos vários canais da RTP, em conjunto com produção e adaptação de programas especificamente criados para telemóvel. Esteve disponível através dos seguintes servidores: Vodafone, TMN (atualmente, MEO) e Optimus (atualmente, NOS). Durante o seu auge, o canal também estava presente em todo o mundo, através do site da RTP).

### Encerramento do canal
Em 2012, com o desenvolvimento da RTP Play, a RTP Mobile acabou por ser encerrada, devido à ascensão das aplicações móveis, ao surgimento dos smartphones e tablets e à obsolescência dos telemóveis celulares. Após o encerramento do canal, o seu site ainda se manteve ativo até maio de 2013. Em junho do mesmo ano, o site foi extinto, pondo fim definitivo à RTP Mobile.

## Ligações Externas
https://web.archive.org/web/20080108114147/http://tv.rtp.pt/rtpmobile/index.php - Versão arquivada do site oficial (8 de Janeiro de 2008)